# Modrinka
Modrinka (znanstveno ime Zicrona caerulea) je vrsta stenice iz družine ščitastih stenic, razširjena po večjem delu Evrazije in Severne Amerike.
Je razmeroma majhna stenica, ki zraste 5 do 8 mm v dolžino, prepoznavna pa je predvsem po kovinskem lesku skeleta, na katerem se zaradi strukturne obarvanosti prelivajo modri in zeleni odtenki, odvisno od kota opazovanja. Noge, tipalnice in zadek pod prozornimi deli kril so črni.
Pojavlja se v vlažnejših okoljih, največkrat v nizkem rastju in pri tleh, kjer lovi svoj plen; je namreč plenilska vrsta, ki se prehranjuje z ličinkami hroščev, metuljev, drugih stenic in dvokrilcev, običajno manjših od sebe. V Evropi in Aziji je znana kot plenilec lepencev, predvsem bolhačev (rod Altica), ki so lahko škodljivci kmetijskih rastlin. Vendar pa modrinke zaradi počasnega razmnoževanja (imajo samo eno generacijo na leto) ne vplivajo na populacijo plena v pomembnejši meri.